# Al-Quwaisima
al-Quwaisima, auch Quwaisima geschrieben (arabisch القويسمة, DMG al-Quwaysima), ist eine Stadt im Gouvernement Amman in Jordanien. Die Einwohnerzahl beträgt 659.570 (Stand: Ende 2020). 2015 hatte die Stadt eine Bevölkerung von 296.763 Einwohnern und war damit die fünftgrößte Stadt in Jordanien.

## Demografie
Die Stadt ist Teil der Metropolregion von Amman und erlebt als Vorstadt in günstiger Lage einen raschen Einwohnerzuwachs.
| Jahr          | Einwohnerzahl |
| ------------- | ------------- |
| 1994 (Zensus) | 68.517        |
| 2004 (Zensus) | 135.500       |
| 2015 (Zensus) | 296.763       |

## Klima
al-Quwaisima hat ein mediterranes Klima (Köppen-Klimaklassifikation: Csa). Im Jahresdurchschnitt beträgt die Temperatur 16,3 °C und es fallen im Durchschnitt 335 mm Niederschlag.